# Ucria
Ucria is een gemeente in de Italiaanse provincie Messina (regio Sicilië) en telt 1264 inwoners (31-12-2004). De oppervlakte bedraagt 26,2 km², de bevolkingsdichtheid is 48 inwoners per km².

## Demografie
Ucria telt ongeveer 594 huishoudens. Het aantal inwoners daalde in de periode 1991-2001 met 16,8% volgens cijfers uit de tienjaarlijkse volkstellingen van ISTAT.
| Jaar | Inwoneraantal |
| ---- | ------------- |
| 1991 | 1646          |
| 2001 | 1370          |

## Geografie
De gemeente ligt op ongeveer 710 m boven zeeniveau.
Ucria grenst aan de volgende gemeenten: Castell'Umberto, Floresta, Raccuja, Sinagra, Tortorici.